# Roberta Piket
Roberta Piket (Queens, 9 augustus 1966) is een Amerikaanse jazzmuzikante (piano, zang), componiste en schrijfster.

## Biografie
Roberta Piket is de dochter van de Weense orkestleider en componist Frederick Piket. Ze studeerde aanvankelijk informatica aan de Tufts University en muziek aan het conservatorium van New England, gelijktijdig had ze ook privélessen bij Fred Hersch, Stanley Cowell, Jim McNeely, Bob Moses en Richie Beirach. Ze speelde twee jaar bij de vrouwenbigband Diva en won in 1993 de tweede plaats in de Thelonious Monk BMI Composers' Competitions. Na opnamen met Lionel Hampton in 1997 presenteerde ze haar debuutalbum Unbroken Line (Criss Cross Jazz), waarbij ze o.a. speelde met Michael Formanek, Scott Wendholt en Donny McCaslin. In 1999 volgde het trio-album Live at the Blue Note met Harvie Swartz en Jeff Williams.
Van 2003 tot 2006 publiceerde ze het zesdelige werk Jazz Piano Vocabulary (Muse-Eek Publishing). Als componist van het Nabokov Project schreef ze muziek voor vijf gedichten van Vladimir Nabokov voor piano, viool, mezzo-sopraan en percussie. In 2011 trad Piket op in de NPR-radioshow Piano Jazz van Marian McPartland. 

## Discografie
- 2001: Midnight In Manhattan (Meldac) met Michael Formanek, Jeff Williams
- 2002: September of Tears (Meldac) met Rufus Reid en Billy Hart
- 2003: I’m Back In Therapy and It’s All Your Fault (Thirteenth Note)
- 2007: Love and Beauty (Thirteenth Note) met Billy Mintz en Ratzo Harris
- 2011: Sides, Colors (Thirteenth Note) met Billy Mintz en Johannes Weidenmüller
- 2016: Piket One for Marian: Celebrating Marian McPartland (Thirteenth Note)
- 2018: West Coast Trio (13th Note Records) met Joe LaBarbera, Darek Oleszkiewicz, Larry Koonse

- Gemeinsame Normdatei: 1035841630
- International Standard Name Identifier: 0000 0000 4158 5085
- Library of Congress Control Number: n99085203
- MusicBrainz: df565f53-7de5-4d6d-9e2c-63ecc78042a7
- Virtual International Authority File: 3152138495010980360